# Grove City (Pensilvania)
Grove City es un borough ubicado en el condado de Mercer en el estado estadounidense de Pensilvania. En el año 2000 tenía una población de 8,024 habitantes y una densidad poblacional de 1,168 personas por km².

## Geografía
Grove City se encuentra ubicado en las coordenadas 41°9′37″N 80°5′13″O / 41.16028, -80.08694

## Demografía
Según la Oficina del Censo en 2000 los ingresos medios por hogar en la localidad eran de $34,598 y los ingresos medios por familia eran $46,676. Los hombres tenían unos ingresos medios de $36,467 frente a los $21,934 para las mujeres. La renta per cápita para la localidad era de $16,365. Alrededor del 8.5% de la población estaba por debajo del umbral de pobreza.